# Notiophilus aeneus
Notiophilus aeneus är en skalbaggsart som beskrevs av Herbst. Notiophilus aeneus ingår i släktet Notiophilus och familjen jordlöpare. Inga underarter finns listade i Catalogue of Life.